# كروتون إكليلي
كروتون إكليلي (الاسم العلمي: Croton coronatus) هو نوع من النباتات يتبع جنس الكروتون من الفصيلة الفربيونية.